# جونجی نیشیکاوا
جونجی نیشیکاوا (به انگلیسی: Junji Nishikawa) بازیکن فوتبال اهل ژاپن و عضو تیم ملی فوتبال ژاپن است که در تاریخ ۲۷ اوت ۱۹۲۷ میلادی اولین بازی ملی‌اش را انجام داد. او در ۲ بازی ملی حضور داشت و آخرین بازی ملی خود را در تاریخ ۲۹ اوت ۱۹۲۷ میلادی انجام داد. جونجی نیشیکاوا در بازی‌های ملی‌اش
گلی به ثمر نرساند.